# XI Premis de Cinematografia de la Generalitat de Catalunya
Els XI Premis de Cinematografia de la Generalitat de Catalunya foren convocats pel Departament de Cultura de la Generalitat de Catalunya el 1993. Aquests premis tenien la doble missió d'estimular la quantitat i abonar la normalització lingüística, a part dels ajuts institucionals que rebien totes les pel·lícules fetes per productores de cinema catalanes. Es van concedir un total de 12 premis amb dotació econòmica, per 12.500.000 pessetes, i un extraordinari
sense dotació econòmica. A més, es concediren conjuntament els Premis de Videografia de la Generalitat per tal de fomentar la producció videogràfica en català, amb un total de 4 premis dotats amb 3.000.000 pessetes.
La cerimònia d'entrega dels premis va tenir lloc el 22 de febrer de 1993 al Cine Florida de Barcelona després de la preestrena de Monturiol, el senyor del mar de Ventura Pons. El jurat era presidit pel director general de Promoció Cultural, Jaume Serrats i Ollé i en formaven part Loris Omedes, Llorenç Miquel, Paco Camino, Josep Minguell i Cardenyes, Jaume Campreciós, Lluís Bauxell, Lluís Josep Comeron i Martín, Pepe Nieves, Valentí Sallas i Antoni Kirchner.

## Guardons

### Cinematografia
| Categoria | Premiat                                             | Premi          |
| --- | --------------------------------------------------- | -------------- |
| Premi al millor llargmetratge                                                                                | La febre d'or de Gonzalo Herralde                   | 5.000.000 ptes |
| Premi al millor curtmetratge                                                                                 | Intrepidíssima de Marta Balletbò-Coll               | 1.000.000 pts  |
| Premi a la distribuïdora que més ha contribuït a la difusió del cinema en català                             | Profilmar SA                                        | 1.000.000 pts  |
| Premi a la millor sala exhibidora de Catalunya que més ha contribuït a la promoció del cinema en català      | Cinema Foment de Mataró                             | 1.000.000 pts  |
| Premi al millor director                                                                                     | Ventura Pons per Aquesta nit o mai                  | 500.000 pts    |
| Premi al millor tècnic                                                                                       | Llorenç Soler per La febre d'or i L'última frontera | 500.000 pts    |
| Premi al millor tècnic                                                                                       | Consol Tura i Soteras per La febre d'or             | 500.000 pts    |
| Premi al millor tècnic                                                                                       | Manuel Camp per L'última frontera                   | 500.000 pts    |
| Premi al millor actor la veu del qual no ha estat doblada en versió catalana                                 | Enric Arredondo per La febre d'or                   | 500.000 pts    |
| Premi a la millor actriu la veu del qual no ha estat doblada en versió catalana                              | Rosa Maria Sardà per La febre d'or                  | 500.000 pts    |
| Premi al millor actor o actriu secundari la veu del qual no ha estat doblada en versió catalana              | Mònica López per Aquesta nit o mai La febre d'or    | 500.000 pts    |
| Premi a la millor contribució personal o col·lectiva que incrementi el patrimoni cinematogràfic de Catalunya | Sefa Ponsatí i Brancós                              | 500.000 pts    |
| Premi al cine-club que s'hagi destacat en la seva tasca de formació                                          | Cineclub d'Olot                                     | 500.000 pts    |
| Premi extraordinari                                                                                          | Jaume Figueras                                      | -              |

### Videografia
| Categoria                                                       | Premiat                                    | Premi          |
| --------------------------------------------------------------- | ------------------------------------------ | -------------- |
| Al productor del millor videograma en català de creació lliure  | Pedro Ballesteros i Díaz per Mira al terra | 1.000.000 ptes |
| Al productor del millor videograma en català creat per encàrrec | Ovideo TV per El pavelló de la República   | 1.000.000 pts  |
| Millor realitzador                                              | Manuel Huerga per Variacions Gould         | 500.000 pts    |
| Millor treball tècnic o artístic                                | Joan Pueyo per Maria Muñoz                 | 500.000 pts    |